# Dinamita Show
Dinamita Show fue un dúo humorístico chileno, formado a finales de la década de 1980 por Paul Vásquez ("El Flaco") y Mauricio Medina ("El Indio"). Su estilo de humor corresponde al humor circense y a rutinas de chistes "blancos" y "picarescos".

## Trayectoria

### Pre 1986
En sus inicios, realizaban humor callejero en la ciudad costera de Viña del Mar, con el nombre de «Pilita y Merendina, los bailarines del humor». Deben su nombre al empresario del espectáculo Wladimiro Tettamanti, el cual vio el potencial de este dúo, y apostó por ellos, comenzando con un cambio de nombre, a uno más adecuado para la escena nacional.[cita requerida]

### 1986-1998
Ya como Dinamita Show, grabaron una serie de vídeos llamados Cementerio Pal Pito, en parodia a la película Cementerio maldito.[cita requerida] La tercera edición, Cementerio Pal Pito 3, fue la única ocasión en la que ambos humoristas han trabajado por separado. En total grabaron nueve vídeos con este nombre, incluyendo la séptima edición que es una recopilación de las tomas descartadas de los anteriores.[cita requerida]
Alcanzaron la fama en el XXXVII Festival Internacional de la Canción de Viña del Mar, en febrero de 1996, ocasión en que ganaron la Antorcha de Plata y de Oro y la Gaviota de Plata, los máximos galardones del público, además de una ovación de "El Monstruo" y el récord de sintonía de esa edición.[cita requerida] El éxito los llevó a ser invitados recurrentes de programas de televisión, aunque generaron exclusividad por una temporada en el canal de televisión Megavisión, en el programa Sal y pimienta (1996), animado por Antonio Vodanovic.
Sin embargo, la fama repentina que habían conseguido comenzó a hacer mellas en la relación de ambos debido a que Vázquez se involucró en una lenta adicción a las drogas, el alcohol y una demanda por violencia intrafamiliar. Esto llevó a Medina a separar el dúo a inicios de 1998.   Durante el resto del año, Vázquez trabajó en solitario y formó parte del segmento de humor en el estelar La noche del Mundial en TVN, mientras que Medina formó un nuevo dúo con el hermano y después se integró al personal de actores del programa Jappening con Ja en Megavisión, donde allí estuvo durante una temporada.[cita requerida]

### 1999-2004
Se reconciliaron en enero de 1999, producto al programa estelar El último verano del siglo en TVN y a través de ese mismo canal participó en otros programas como Domingo 7 (de marzo a octubre de 1999) y De pé... a pá (1999-2000). Luego, en 2000 fue a Canal 13 para participar en los programas Venga conmigo (2000-2003) y Nace una estrella (2000-2001), y en febrero de 2001 acudieron al XLII Festival Internacional de la Canción de Viña del Mar. logrando así solamente Gaviota de Plata. Después, en 2003 volvió a Mega (donde nacieron televisivamente) para participar en el programa Siempre contigo hasta 2004.[cita requerida] Además de los Cementerio Pal Pito, tuvieron gran éxito con el lanzamiento de su último video Matriz recagados (parodia a The Matrix Reloaded).
En ese último año, se separaron nuevamente por problemas internos, pero cada uno siguió con sus proyectos. "El Flaco" hacía dueto con el "Turrón" (Millenium Show) como "Traffic Show" pero duró un mes, luego nuevamente por los mismos problemas fue condenado a prisión nocturna por algunos días, y tiempo más tarde tras ser dejado en libertad y rehabilitarse dejó esos vicios definitivamente y comenzó a hacer notas para el Canal del Fútbol (CDF). "El Indio", por su parte, volvió a Valparaíso a hacer su humor callejero, y en 2008 a 2009 formaba junto con otros humoristas como el "Tucán" y Hugo, el grupo "Los Locos del Humor" (Grupo el cual tiempo después se volvió a formar, pero solo con la participación de "El Tucán" y Hugo).[cita requerida]

### 2009-2016
Luego de cinco años, se reconciliaron nuevamente y se presentaron en el L Festival Internacional de la Canción de Viña del Mar por tercera vez, llevándose la Antorcha de Oro y la Gaviota de Plata. Después del Festival, anunciaron que querían seguir como Dinamita Show por el año:

Queremos seguir como 'Dinamita' en el año. Si nos quieren contratar, vamos a estar dispuestos. También tenemos proyectos individuales que no nos complican, pero si podemos seguir siendo 'Dinamita Show', para nosotros va a ser súper bueno.

Tras el nuevo triunfo en la Quinta Vergara, señalaron sus planes de realizar una gira nacional e internacional. Sin embargo, "El Indio" sufrió un severo cuadro pulmonar, y fue hospitalizado en la Clínica Vespucio en el sector suroriente de Santiago, siendo conectado a un ventilador mecánico. El 13 de julio de 2009 recibió su alta médica tras permanecer casi tres semanas en la UPC de Clínica Vespucio.[cita requerida]
En su presentación en el Festival de Viña del Mar 2012, nuevamente conquistaron a "El Monstruo" con una rutina en la cual supieron reírse de los problemas que cada uno ha tenido, y reciben el máximo premio otorgado en el evento. Ese mismo año, ellos fueron jurado del programa de talentos para humoristas El rey del show, del canal Chilevisión. Dos años después, se presentaron en el Festival Viva Dichato 2014.[cita requerida]
Informaron que en la edición de 2015 sería el último en el que se presentarían en el festival de Viña del Mar, ya que tenían la intención de abrirle las puertas a nuevos artistas y humoristas. En su última presentación y pese al menor éxito del público y críticas en redes sociales, se llevaron las Gaviotas de Plata y de Oro.
El 22 de marzo de 2016, El "Flaco" indicó en una entrevista en el programa Sin Dios ni late de Zona Latina que el dúo optó por trabajar separados, de ahora en adelante, por proyectos distintos.

## Televisión

### Programas
| Año  | Canal                       | Título              | Notas  |
| ---- | --------------------------- | ------------------- | ------ |
| 1996 | Transmisión conjunta Anatel | Teletón 1996        |        |
| 2012 | Chilevisión                 | El rey del show     | Jurado |
| 2013 | Chilevisión                 | Hazme reír          |        |
| 2013 | Mega                        | Coliseo romano      |        |
| 2015 | Canal 13                    | Gala, humor estelar |        |

### Festival
| Año  | Canal        | Festival                 | Notas                                                       |
| ---- | ------------ | ------------------------ | ----------------------------------------------------------- |
| 1996 | Megavisión   | Festival de Viña del Mar | Se llevó todos los premios: A y G                           |
| 2001 | Canal 13     | Festival de Viña del Mar | Se llevó G                                                  |
| 2009 | TVN/Canal 13 | Festival de Viña del Mar | Se llevó todos los premios: A, A y G                        |
| 2012 | Chilevisión  | Festival de Viña del Mar | Se llevó todos los premios: A, A, G y G                     |
| 2014 | Mega         | Festival Viva Dichato    |                                                             |
| 2015 | Chilevisión  | Festival de Viña del Mar | Se llevó todos los premios: G y G. Con un peak de 43 puntos |

### Videos
| Año  | Título                                              | Sello             |
| ---- | --------------------------------------------------- | ----------------- |
| 1991 | Cementerio Pal' Pito                                | A.G. Producciones |
| 1992 | Cementerio Pal' Pito 2: El Hueso Final              | A.G. Producciones |
| 1993 | Cementerio Pal' Pito 3: Duros De Separar            | A.G. Producciones |
| 1994 | Cementerio Pal' Pito 4: El humor está de moda       | -                 |
| 1995 | Cementerio Pa'l Pito 5                              | -                 |
| 1996 | Cementerio Pal' Pito 6: La saga continúa            | -                 |
| 1997 | Cementerio Pal' Pito 7: Lo que nunca se vio         | -                 |
| 1999 | Cementerio Pal' Pito 8: La resurrección del milenio | -                 |
| 2003 | The Matriz Recagados (Cementerio Pal' Pito 9)       | -                 |